# Deutsch-polnischer Grenzvertrag

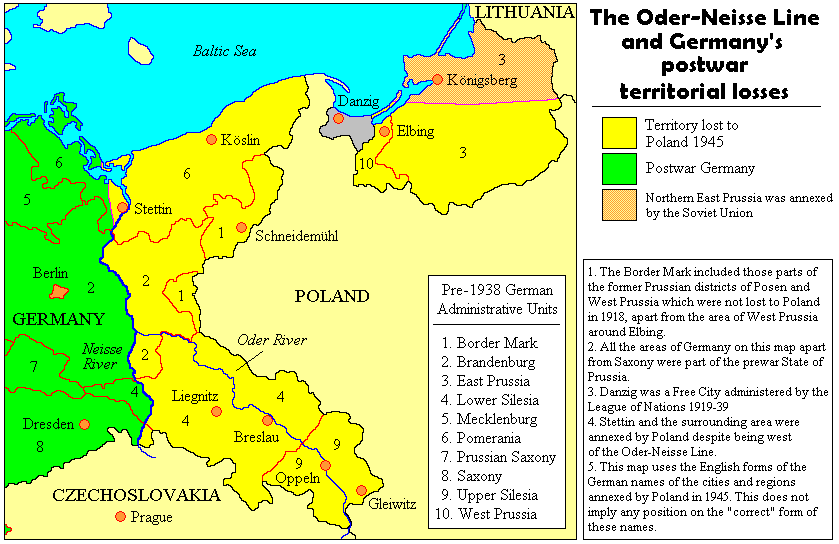
Die von Polen als „wiedergewonnene Gebiete“ bezeichneten Gebiete (Karte: gelb und grau) wurden erst 1990 im Rahmen der deutschen Wiedervereinigung mit dem Zwei-plus-Vier-Vertrag statusrechtlich als polnisches Staatsgebiet anerkannt. Die Oder-Neiße-Linie, bis dahin de jure noch eine Teilungsgrenze, wurde durch den Grenzvertrag formal zur Staatsgrenze.

Der deutsch-polnische Grenzvertrag (Langtitel: Vertrag zwischen der Bundesrepublik Deutschland und der Republik Polen über die Bestätigung der zwischen ihnen bestehenden Grenze) ist ein am 14. November 1990 zwischen Deutschland und Polen geschlossener völkerrechtlicher Vertrag, der die Unverletzlichkeit der Staatsgrenze garantiert und damit einen Gewaltverzicht darstellt.

## Vorgeschichte
Durch das Ausbleiben eines Friedensvertrages nach dem Zweiten Weltkrieg war die völkerrechtliche Stellung der deutschen Gebietsverluste und damit die neuen Grenzen vor allem zu Polen nicht gesichert. Zwar erkannten sowohl die DDR 1950 als auch die Bundesrepublik Deutschland 1970 die Grenzen an und lehnten eigene Gebietsansprüche ab. Durch die noch bestehenden Rechte der alliierten Hauptsiegermächte über Gesamtdeutschland konnten die beiden deutschen Staaten bis zu einer endgültigen Friedensregelung jedoch nur für sich und nicht völkerrechtlich verbindlich für Gesamtdeutschland handeln. Im Zuge der „2+4“-Verhandlungen drängte Polen daher über Frankreich als an den Verhandlungen beteiligte Siegermacht auf eine endgültige Anerkennung der Oder-Neiße-Grenze. Im Zwei-plus-Vier-Vertrag vom 12. September 1990 wurden daher nicht nur die Grenzen des wiedervereinigten Deutschlands als endgültig festgeschrieben, sondern auch ein gesondertes deutsch-polnisches Grenzabkommen angekündigt. Zudem gaben beide deutschen Parlamente, Bundestag und Volkskammer, Polen gleichlautende Vorabzusicherungen zur entsprechenden Anerkennung der Oder-Neiße-Grenze bekannt.

## Inhalt
Der deutsch-polnische Grenzvertrag bestätigte die im Görlitzer Abkommen von 1950 zwischen der Volksrepublik Polen und der DDR sowie im Warschauer Vertrag von 1970 mit der Bundesrepublik als politische Westgrenze Polens anerkannte Oder-Neiße-Linie als unverletzlich. Weiterhin verpflichten sich darin beide Staaten, die staatliche Souveränität und territoriale Integrität des jeweils anderen uneingeschränkt zu achten und gegenseitig keinerlei Gebietsansprüche zu erheben. Diese Formulierungen beziehen sich in erster Linie auf die Ostgebiete des Deutschen Reiches.

„Die Vertragsparteien bestätigen die zwischen ihnen bestehende Grenze, deren Verlauf sich nach dem Abkommen vom 6. Juli 1950 zwischen der Deutschen Demokratischen Republik und der Republik Polen über die Markierung der festgelegten und bestehenden deutsch-polnischen Staatsgrenze und den zu seiner Durchführung und Ergänzung geschlossenen Vereinbarungen (Akt vom 27. Januar 1951 über die Ausführung der Markierung der Staatsgrenze zwischen Deutschland und Polen; Vertrag vom 22. Mai 1989 zwischen der Deutschen Demokratischen Republik und der Volksrepublik Polen über die Abgrenzung der Seegebiete in der Oderbucht) sowie dem Vertrag vom 7. Dezember 1970 zwischen der Bundesrepublik Deutschland und der Volksrepublik Polen über die Grundlagen der Normalisierung ihrer gegenseitigen Beziehungen bestimmt.“

Unterzeichnet wurde das Abkommen von den Außenministern Deutschlands und Polens, Hans-Dietrich Genscher und Krzysztof Skubiszewski, in Warschau.
In Polen erfolgte die Ratifizierung am 26. November 1991, der Deutsche Bundestag ratifizierte am 16. Dezember 1991 sowohl diesen als auch den am 17. Juni 1991 geschlossenen deutsch-polnischen Nachbarschaftsvertrag, der in Artikel 2 die Unantastbarkeit der Grenzen und Territorien feststellt. Beide Verträge wurden im Bundesgesetzblatt vom 21. Dezember 1991 veröffentlicht und traten mit dem Austausch der Ratifikationsurkunden am 16. Januar 1992 in Kraft.